# Tetrapolynema ogloblini
Tetrapolynema ogloblini är en stekelart som beskrevs av Fidalgo 1991. Tetrapolynema ogloblini ingår i släktet Tetrapolynema och familjen dvärgsteklar. Inga underarter finns listade i Catalogue of Life.